# Stephanie Ingram
Stephanie Ingram ist eine kanadische Hairstylistin. Sie gewann einen Oscar für ihre Arbeit an The Eyes of Tammy Faye.

## Leben
Stephanie Ingram arbeitete seit 1993 als Hairystylistin für Fernsehen und Kino. In ihrer 30-jährigen Karriere wirkte sie an mehr als 60 Filmen und Fernsehserien mit.
Bei der Oscarverleihung 2022 gewann sie für ihre Arbeit mit Jessica Chastain, die sie in Tammy Faye Bakker umwandelte, einen Oscar in der Kategorie Bestes Make-up und beste Frisuren. Den Preis erhielten neben ihr auch Linda Dowds und Justin Raleigh. Ingram war vor allem für die Perücken zuständig. Sie arbeitete bereits bei der Showtime-Serie George and Tammy über das gemeinsame Leben der Country-Legenden Tammy Wynette und George Jones mit Chastain zusammen.

## Privatleben
Stephen Ingram stammt aus Neufundland.

## Awards und Auszeichnungen
| Jahr | Resultat  | Award                                   | Kategorie                                                            | Film                   | Ref.   |
| ---- | --------- | --------------------------------------- | -------------------------------------------------------------------- | ---------------------- | ------ |
| 2022 | Gewonnen  | Academy Awards                          | Bestes Make-up und beste Frisuren                                    | The Eyes of Tammy Faye | [ 1 ]  |
| 2022 | Gewonnen  | British Academy Film Awards             | Best Make Up & Hair                                                  | The Eyes of Tammy Faye | [ 5 ]  |
| 2022 | Gewonnen  | Gold Derby                              | Makeup/Hair                                                          | The Eyes of Tammy Faye | [ 6 ]  |
| 2022 | Gewonnen  | Critics’ Choice Movie Awards            | Best Hair and Makeup                                                 | The Eyes of Tammy Faye | [ 7 ]  |
| 2022 | Gewonnen  | Hollywood Critics Association           | Best Hair and Makeup                                                 | The Eyes of Tammy Faye | [ 8 ]  |
| 2022 | Gewonnen  | North Dakota Film Society               | Best Makeup and Hairstyling                                          | The Eyes of Tammy Faye | [ 9 ]  |
| 2022 | Nominiert | Make-Up Artists and Hair Stylists Guild | Best Period and/or Character Make-Up - Feature-Length Motion Picture | The Eyes of Tammy Faye | [ 10 ] |